# Ansaldo SVA.3
Ansaldos SVA-3 – włoski dwupłatowy myśliwiec przechwytujący z okresu I wojny światowej. Zaprojektowany i zbudowany we włoskiej wytwórni lotniczej Societe Gio Ansaldo Cia w Turynie.

## Historia
Samolot został zaprojektowany na bazie SVA.2 jako myśliwiec przechwytujący. Konstruktorzy (Umberto Savoia i Rinaldo Verduzio) postawili na maksymalną redukcję masy startowej samolotu.  W jego konstrukcji ograniczono masę konstrukcji oraz zmniejszono zbiorniki paliwa. Zmniejszono rozpiętość obu płatów, chociaż długość kadłuba pozostała niezmieniona.
Wprowadzone zmiany zaowocowały uzyskaniem znacznej prędkości maksymalnej, zwiększenia pułapu lotu i dobrą prędkością wznoszenia. Odbyło się to kosztem zmniejszonego zasięgu lotu. Samolot został oblatany wiosną 1918 r., wykazał się dobrymi właściwościami pilotażowymi i został skierowany do produkcji seryjnej. Z uwagi na przeznaczenie go do przechwytywania bombowców i sterowców część maszyn została uzbrojona w dodatkowy karabin maszynowy strzelający ukośnie w górę.

## Konstrukcja
Jednoosobowy samolot myśliwski w układzie dwupłata. Kadłub o konstrukcji kratownicowej i przekroju prostokątnym przechodzącym za kabiną pilota w trójkątny. Płaty kryte w przedniej części sklejką, dalej płótnem. Komora płatów usztywniona rozpórkami w kształcie litery W. Górny płat wyposażony w lotki. Usterzenie klasyczne, krzyżowe. Statecznik usztywniony zastrzałem i odciągami z drutu biegnącymi do statecznika pionowego. Podwozie trójpunktowe z płozą ogonową, koła główne amortyzowane sznurem gumowym. Samolot był wyposażony w sześciocylindrowy silnik rzędowy chłodzony cieczą SPA6A, który napędzał drewniane dwułopatowe śmigło o stałym skoku.